# Bogumił von Gnesen (Seliger)

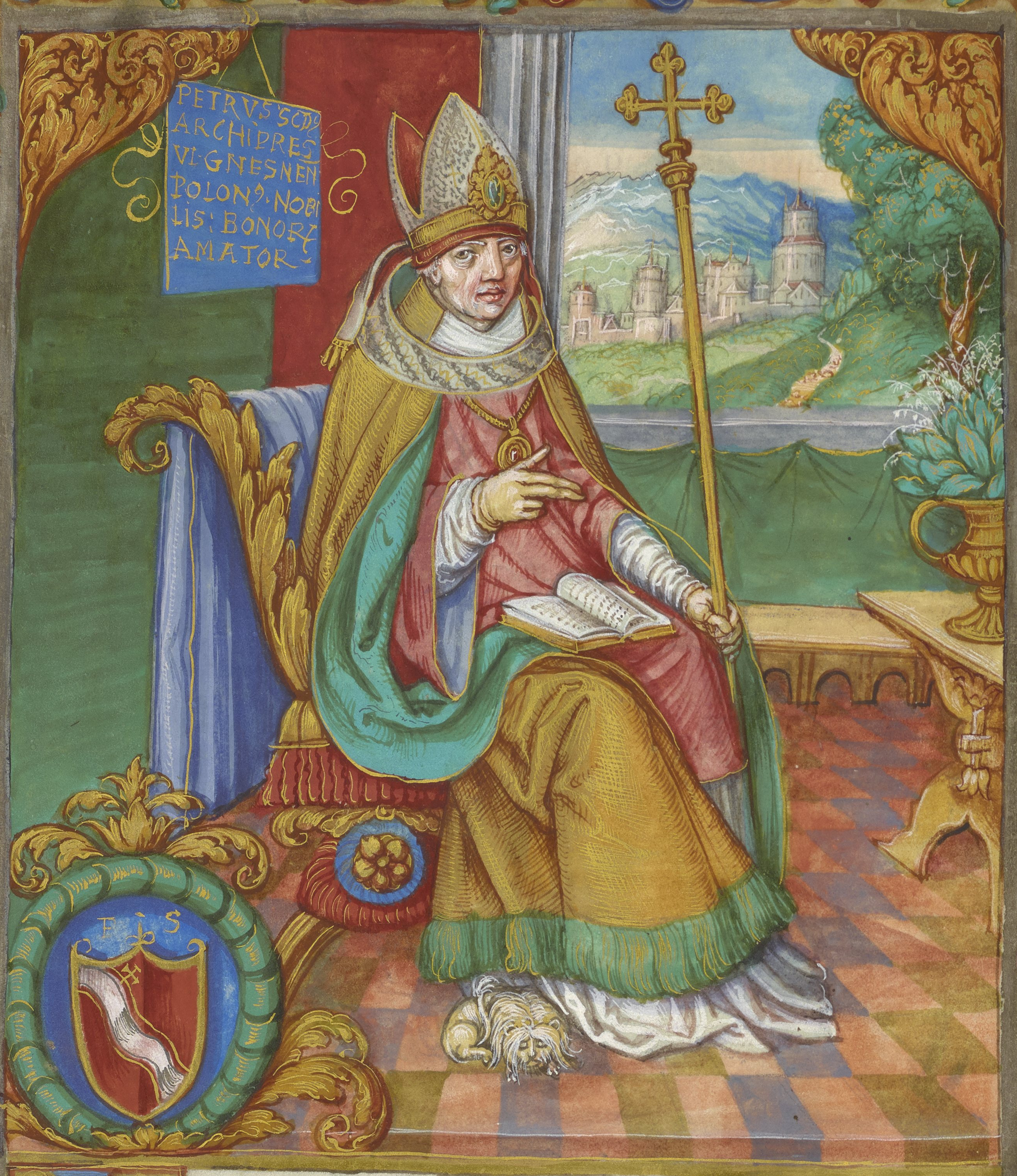
Seliger Bogumił

Bogumił war möglicherweise ein Erzbischof von Gnesen im 12. Jahrhundert. Nähere Angaben zu seiner Identität fehlen. Er wird in der römisch-katholischen Kirche als Seliger verehrt, sein Gedenktag ist der 10. Juni.

## Leben
Er wurde nur einmal in einer Urkunde vom 29. Juni 1232 erwähnt, in der berichtet wird, dass er einst das Dorf Dobrów in Großpolen an den Zisterzienserorden übergeben habe. Weitere zeitgenössische Informationen über ihn sind nicht überliefert. Im 16. Jahrhundert erschien eine Heiligenvita über ihn.
Es ist völlig unklar, wann er lebte und ob und wann er Erzbischof von Gnesen war. Er ist wahrscheinlich nicht identisch mit dem Erzbischof Bogumił von Gnesen aus dem 11. Jahrhundert, da es in dieser Zeit noch keine Zisterzienserklöster in Polen gab. Meist wird angenommen, er sei von 1167 bis 1172 Erzbischof gewesen, da für diese Zeit kein Amtsträger bekannt ist.
1925 wurde er seliggesprochen. Bogumił ist Schutzpatron des Erzbistums Gnesen.